# Bigbag

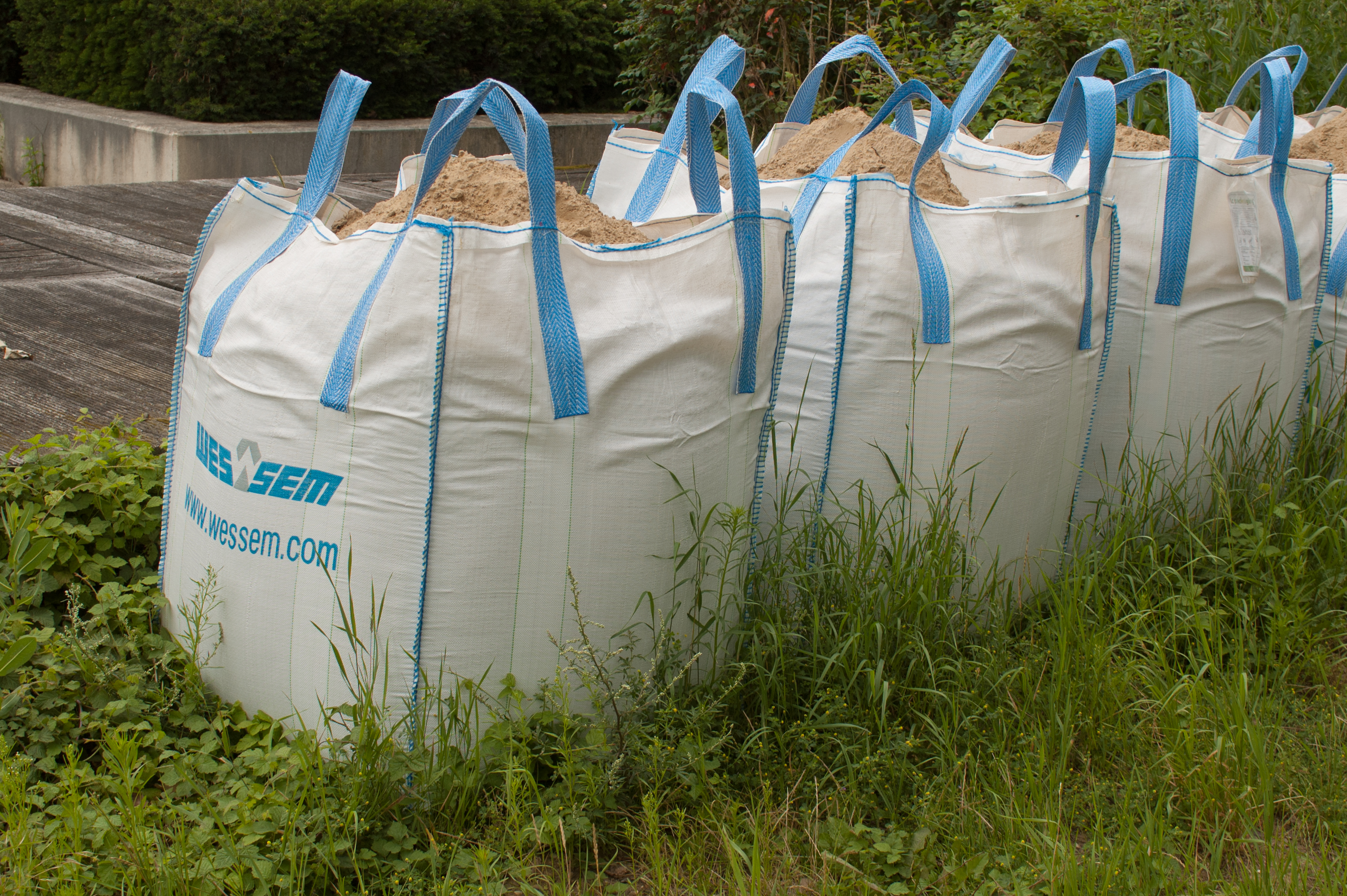
Mit Sand gefüllte Bigbags

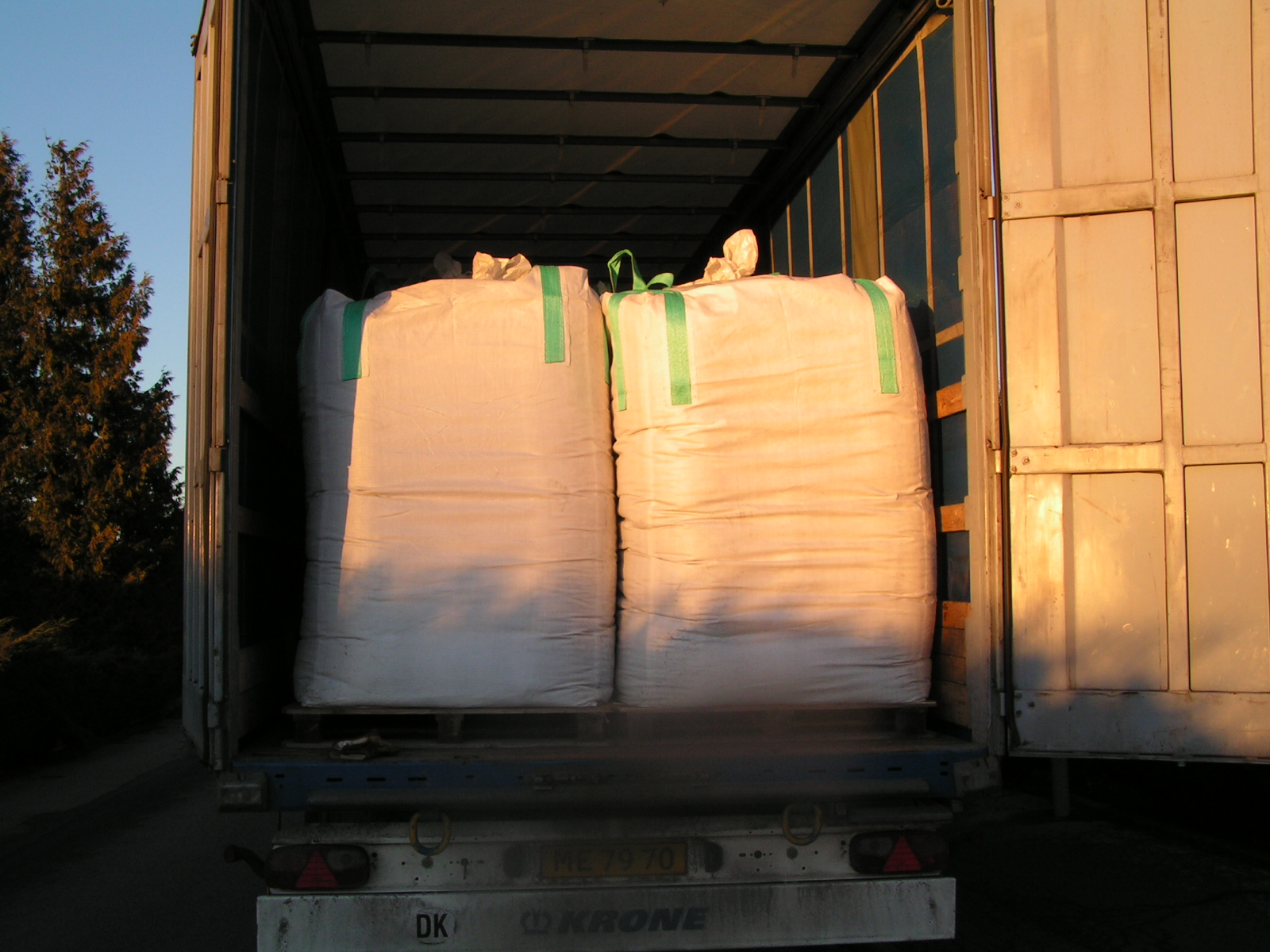
Bigbags als Ladegut

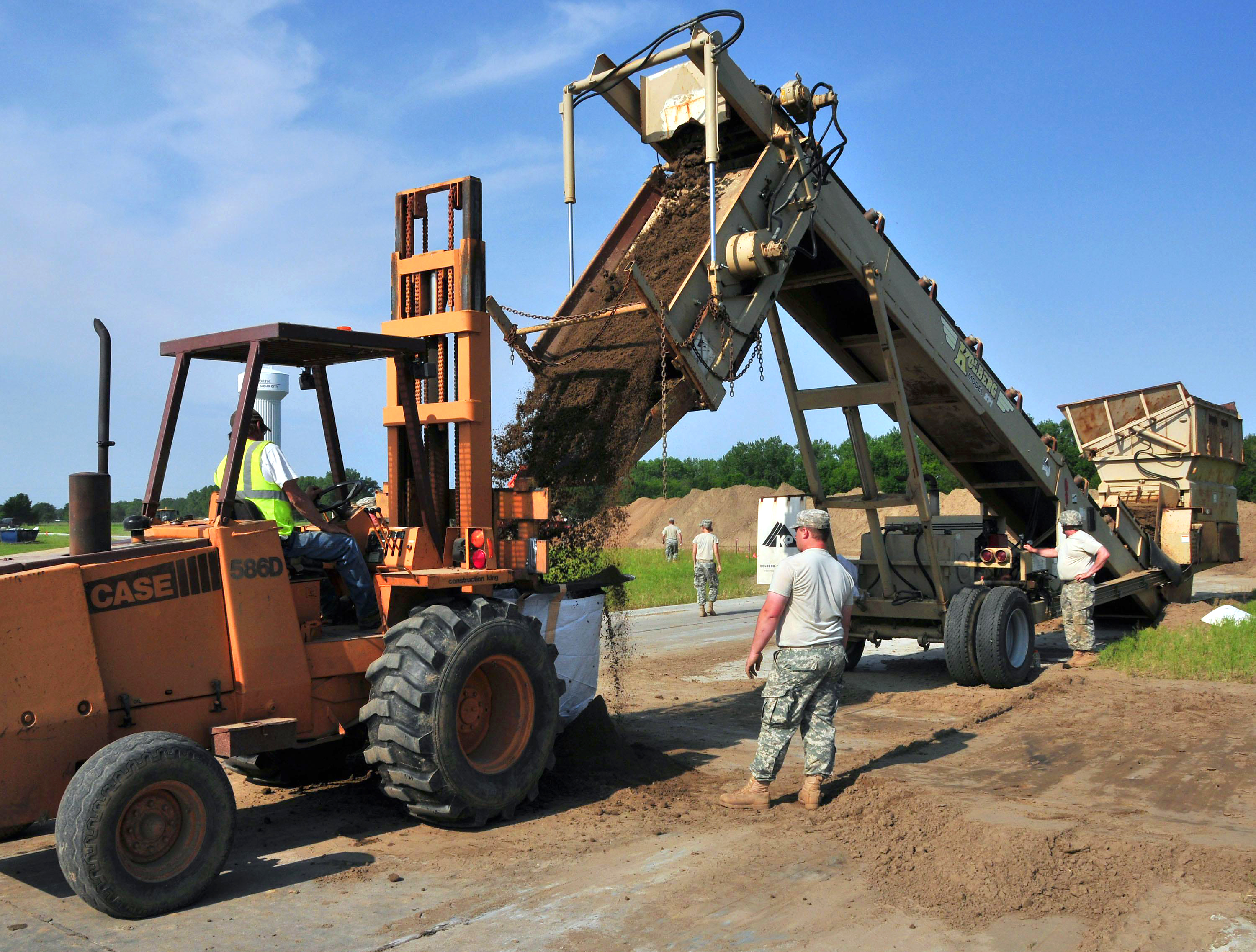
Befüllung eines Bigbags

Ein Bigbag, auch Big Bag, (englisch für großer Sack oder große Tasche) ist ein flexibler Schüttgutbehälter, der aussieht und benutzt werden kann wie ein großer Sack oder eine große Tasche (mit Henkeln/Schlaufen). Die international gebräuchliche Kurzbezeichnung lautet FIBC und steht als Abkürzung für Flexible Intermediate Bulk Container (englisch für flexibler Zwischenbehälter für Schüttgüter). Weitere Bezeichnungen sind Bulk bag und Jumbo bag.
Entwickelt wurde der Bigbag von der Firma Gustav Grolman GmbH & Co. KG, einem Vertriebsunternehmen für Spezialchemie aus Düsseldorf. Der Name erlangte 1978 in der Form grolman BIG BAG markenrechtlichen Schutz; dieser erlosch 2007.
Ein Bigbag fasst ungefähr 1000 bis 1300 Liter. Das maximale Füllgewicht ist außen angegeben und beträgt meist 1000 kg. Er besteht aus einem stabilen Kunststoffgewebe und kann nach Entleerung und gegebenenfalls Reinigung erneut befüllt werden, ist also wiederverwendbar. Müllentsorger verwenden meist Einweg-Säcke, die bei brennbarem Inhalt in der Müllverbrennung mit verbrannt werden.  Zur offenen Seite hin sind mehrere stabile Schlaufen angenäht, an denen der Behälter zwecks Befüllung, Transport oder Entleerung angehoben werden kann. Es sind aber auch Bigbags mit oberer Schürze zum Verschließen oder mit angenähten Einfüll- oder Auslaufstutzen erhältlich. Das verwendete Gewebe besteht aus Gründen der Dichtigkeit und des Feuchtigkeitsschutzes zumeist aus Polypropylen, wird zum Teil mit einer inneren Beschichtung versehen oder mittels Folieninliner ausgekleidet. Ein großer Bigbag füllt die Fläche einer Europalette aus und ist befüllt bis ca. 1,5 Meter hoch.
Bei manchen Schüttgütern bereitet aufgrund ihrer Eigenschaften die staubfreie und dosierte Entleerung des Bigbags Probleme.  Für diese Fälle wurden spezielle Bigbag-Dosierautomaten entwickelt.

## Nutzung
Bigbags werden oft in der Entsorgungstechnik für leichtere Abfallstoffe wie Papier und Stoffreste eingesetzt, aber auch zur Errichtung von Kofferdämmen. Sie finden ebenfalls als preiswertes Transport- und Endlagergebinde für Reststoffe (z. B. Filterstäube) in Untertagedeponien Verwendung. Auch als Produktverpackung von Schüttgütern wie Holzpellets, Mandeln, Kakaobohnen, Kunststoffgranulat oder den Transport von Baustoffen (Sand, Kies, Schotter, Pflastersteine usw.) sowie Saatgut (Mais, Getreide, Kartoffeln) werden zunehmend Bigbags eingesetzt.
Bei Flutkatastrophen werden mit Sand gefüllte Bigbags von Hubschraubern abgeworfen oder abgesetzt, um undichte Stellen an Deichen abzusichern.
Mit Sand und Schotter gefüllte Bigbags können als Schanzkorb zum Schutz vor Splittern z. B. in Krisengebieten dienen.
In Rhöndorf, einem Stadtteil von Bad Honnef, wurden im Frühjahr 2014 Bigbags im Weinberg zur Abwehr einer angenommenen Steinschlaggefahr aufgestellt. Nach mehreren Gutachten wurden die Bigbags aus arbeitsschutzrechtlicher Sicht akzeptiert.
Bigbags müssen den Sicherheitsvorgaben des Geräte- und Produktsicherheitsgesetzes (GPSG) entsprechen. Für die Einhaltung ist gegebenenfalls der Importeur verantwortlich. Die Tragfähigkeit von Bigbags (außer Gefahrgut-Bigbags) wird nach dem Standard ISO 21898:2004 geprüft.
Zum Öffnen von Bigbags können beispielsweise Pyramidenmesser oder Kreismesser eingesetzt werden. Insbesondere beim automatisierten Entleeren von staubenden Schüttgütern eignen sich Kreismesser, die einen Materialsteg im Sackmaterial erzeugen. Hierdurch bleibt das Schüttgut vor Verunreinigungen durch den Sack verschont.